# Damian Maksimovic
Damian Maksimovic (* 18. November 2004 in Bregenz) ist ein österreichischer Fußballspieler.

## Karriere
Maksimovic begann seine Karriere beim FC Hard. Zur Saison 2018/19 kam er in die AKA Vorarlberg. Zur Saison 2019/20 wechselte er nach Liechtenstein in die Jugend des FC Vaduz. Zur Saison 2022/23 kehrte er nach Österreich zurück, wo er sich den Amateuren des SCR Altach anschloss. Nachdem er für Altach II bis zur Winterpause in 17 Spielen 14 Tore erzielt hatte, er hielt Maksimovic im November 2022 einen Profivertrag beim Bundesligisten.
Sein Debüt in der Bundesliga folgte dann im Juni 2023, als er am 32. Spieltag der Saison 2022/23 gegen die WSG Tirol in der 85. Minute für Atdhe Nuhiu eingewechselt wurde. Insgesamt kam er zu zwei Bundesligaeinsätzen für die Altacher.
Zur Saison 2025/26 wechselte Maksimovic zum Zweitligisten Schwarz-Weiß Bregenz, bei dem er einen bis 2027 laufenden Vertrag erhielt.